# Combattant de Bruges
Le Combattant de Bruges ou Brugse Vechter est une race de poule domestique, plus particulièrement un coq de combat.

## Origine
Originaire de la région de Bruges (en néerlandais Brugge), la Flandre-Occidentale, en Belgique.

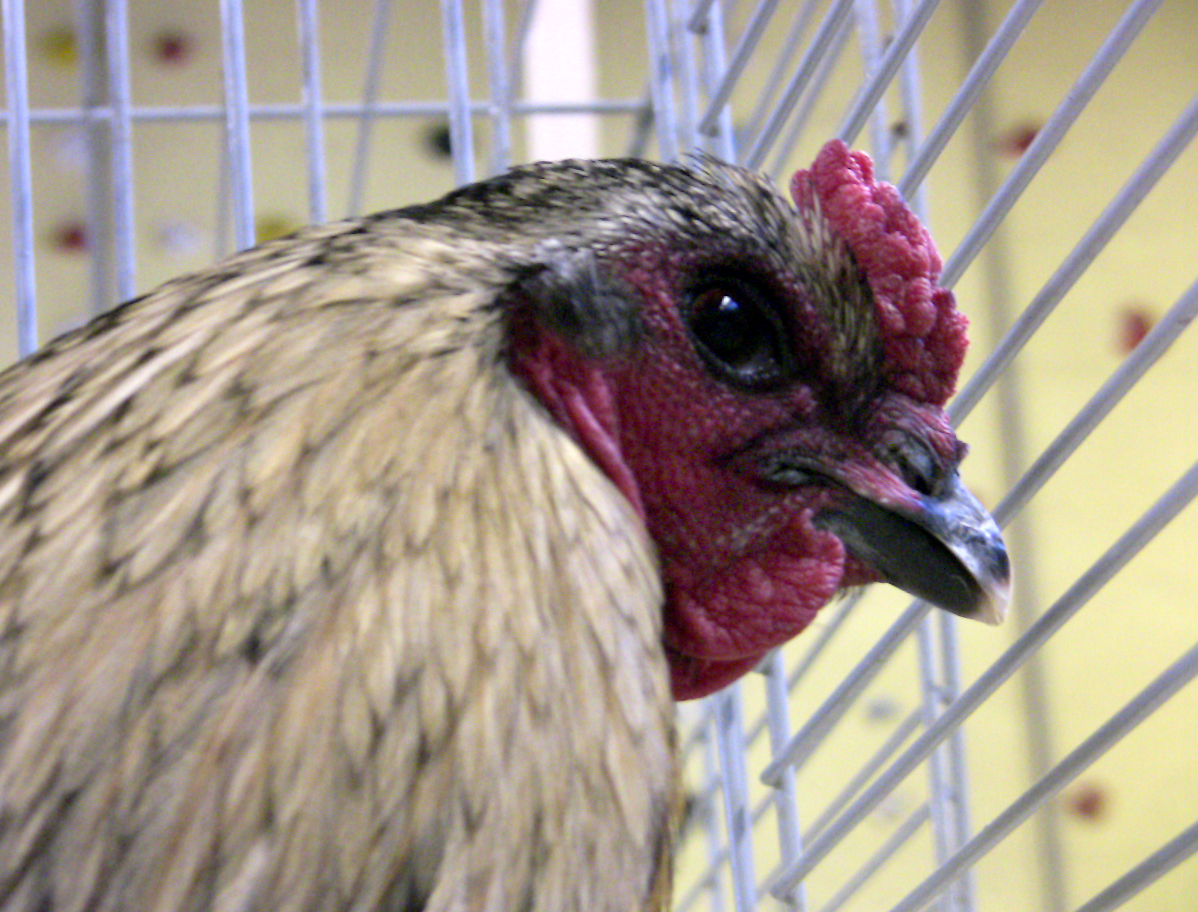
tête de coq combattant de bruges nain argenté saumoné

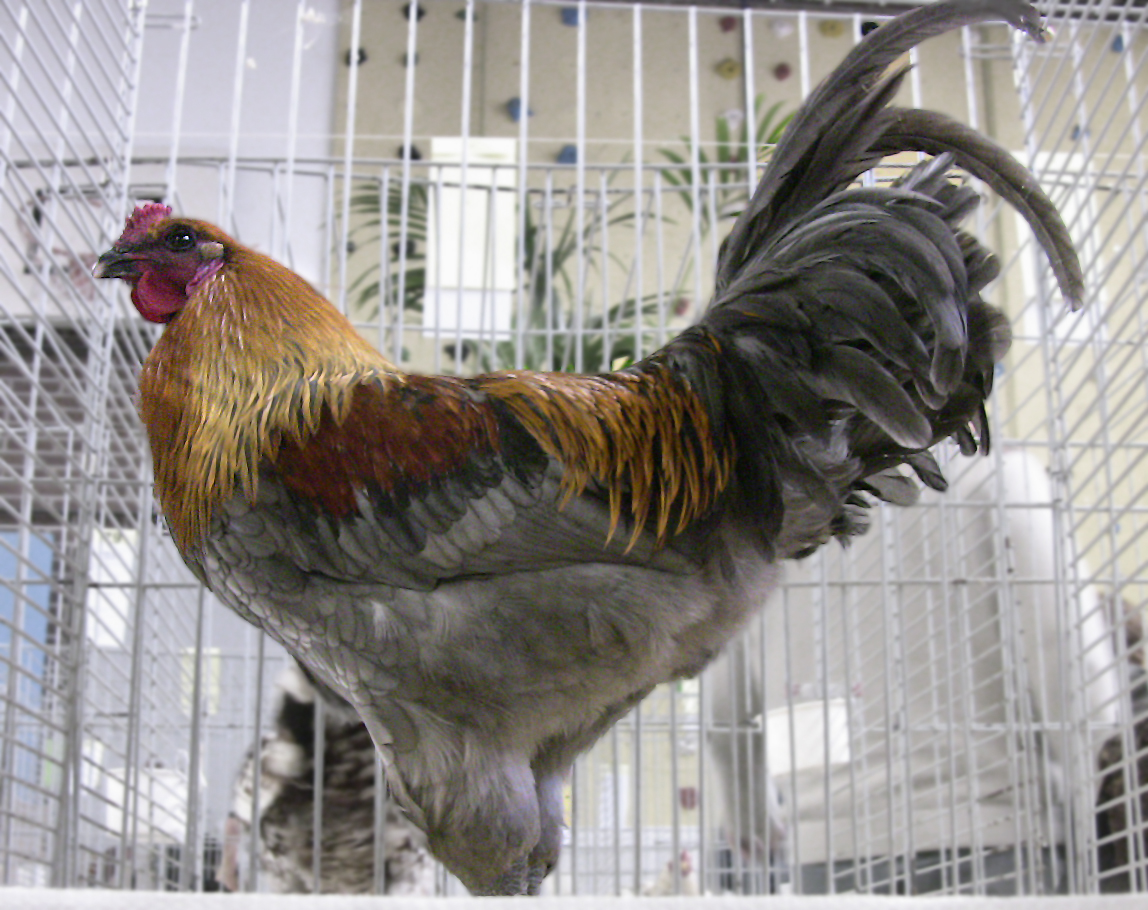
coq combattant de bruges nain doré saumoné bleu

## Description
C'est une volaille de issue de combattants indigènes et de combattant malais. 
Croissance lente, maturité à 18 mois.

### Standardofficiel
Grande race :
- Masse idéale : Coq : min. 4 kg ; Poule : min. 3,5 kg
- Crête : triple a pois
- Oreillons : rouges
- Couleur des yeux : foncés
- Couleur des Tarses : bleutés
- Variétés de plumage : noir, doré-saumoné, argenté-saumoné, noire à camail argenté, noire à camail doré, bleue à camail doré, bleue à camail argenté, bleu argenté à épaules rouges, bleu doré, bleu argenté, bleue, bleu andalou
- Œufs à couver : min. 65 g, coquille blanche
- Diamètre des bagues : Coq : 24 mm ; Poule : 22 mm

Naine :
- Masse idéale : Coq : 1,1 kg ; Poule : min. 800 g
- Variétés de plumage : noir, noire à camail argenté, noire à camail doré, bleu andalou, rouge
- Œufs à couver : min. 45 g, coquille blanche
- Diamètre des bagues : Coq : 16 mm ; Poule : 14 mm

## Sources
- Le Standard officiel des volailles (Poules, oies, dindons, canards et pintades), édité par la SCAF.
- Le Standard des races belges (Belgique).